# Lina Attalah
Lina Attalah là nhân vật truyền thông và nhà báo người Ai Cập. Attalah hiện là người đồng sáng lập và là biên tập viên chính của Mada Masr, một tờ báo trực tuyến độc lập của Ai Cập và trước đây cô từng là biên tập viên của Egypt Independent trước khi tờ báo này đóng cửa vào năm 2013. Cô tích cực tham gia vào cuộc chiến chống lại sự hạn chế của báo chí trung thực. Tạp chí TIME đã công nhận cô là nhà lãnh đạo thế hệ mới, gọi cô là "Muckraker của thế giới Ả Rập."

## Học vấn và sự nghiệp
Attalah học về báo chí tại Đại học Hoa Kỳ ở Cairo và đã có một sự nghiệp thành công với các tin tức về những sự kiện đáng chú ý trong thế giới Ai Cập và những cuộc nổi dậy gần đây. Cô đã viết ấn bản tiếng Anh của Al-Masry Al-Youm, Reuters, Cairo Times, Daily Star và Christian Science Monitor. Cô làm việc với vai trò là nhà sản xuất radio và điều phối viên chiến dịch cho BBC World Service Trust vào năm 2005. Cô thực hiện nhiều dự án dựa trên nghiên cứu sử dụng các đầu ra đa phương tiện. Gần đây nhất, cô tập trung vào việc đưa tin bao quát các phong trào diễn ra ở Ai Cập.
Năm 2011, Attalah là một trong số các nhà báo bị tấn công bởi lực lượng an ninh trong khi đang trà trộn vào một cuộc biểu tình ở Cairo.
Attalah là một diễn giả thường xuyên được mời đến tham gia ngày Tự do Báo chí thế giới của UNESCOy, sự kiện Storyful ở Úc, Diễn đàn truyền thông Ả Rập và một loạt các sự kiện khác.
Cô có hơn 36,6 nghìn lượt theo dõi trên Twitter.